# Treća hrvatska nogometna liga
Treća hrvatska nogometna liga (także Treća HNL, 3.HNL) – trzecia w hierarchii klasa rozgrywkowa w piłce nożnej mężczyzn w Chorwacji. Powstała w 1991 roku po rozpadzie Jugosławii. Zarządzana jest przez Hrvatski nogometni savez.

## Zasady
III liga chorwacka dzieli się na trzy grupy: wschodnią, zachodnią i południową. W każdej dywizji występuje 18 drużyn. Na koniec sezonu najgorsze drużyny spadają do ligi regionalnej. Zwycięzcy każdej grupy awansują do II ligi, a drużyny zajmuące 2 miejsce grają baraże o awans.

## Podział
Grupa Wschodnia:
- Miasto Zagrzeb
- żupania istryjska
- żupania karlowacka
- żupania krapińsko-zagorska
- żupania licko-seńska
- żupania primorsko-gorska
- żupania sisacko-moslawińska
- żupania zagrzebska

Grupa Zachodnia
- żupania bielowarsko-bilogorska
- żupania brodzko-posawska
- żupania kopriwnicko-kriżewczyńska
- żupania medzimurska
- żupania osijecko-barańska
- żupania pożedzko-slawońska
- żupania varażdińska
- żupania virowiticko-podrawska
- żupania vukowarsko-srijemska

Grupa Południowa
- żupania zadarska
- żupania szybenicko-knińska
- żupania splicko-dalmatyńska
- żupania dubrownicko-neretwiańska